# Myristica inutilis
Myristica inutilis är en tvåhjärtbladig växtart. Myristica inutilis ingår i släktet Myristica och familjen Myristicaceae.

## Underarter
Arten delas in i följande underarter:
- M. i. mesophylla
- M. i. nanophylla
- M. i. procera
- M. i. inutilis
- M. i. papuana
- M. i. platyphylla
- M. i. foremaniana